# Albrechtshofen

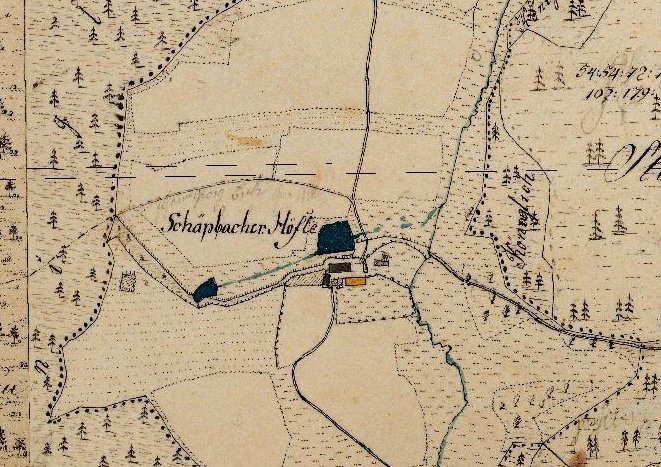
Albrechtshofen (Schepbacher Höfle) im Uraufnahmeplan (zwischen 1808 und 1864)

Albrechtshofen ist eine abgegangene Siedlung im Wald zwischen Döpshofen und Bobingen im Landkreis Augsburg (Bayern).

## Geschichte
Die ersten Belege für die Siedlung stammen aus dem 12. Jahrhundert. Damals gehörte sie Ulrich von Wellenburg. Er vermachte den Besitz seiner Tochter, die später Nonne im Kloster Oberschönenfeld wurde. Im Jahr 1601 ließ das Kloster in der Siedlung eine Kapelle errichten. Während des Dreißigjährigen Krieges wurden sowohl die Kapelle als auch die umliegenden Höfe zerstört und der Ort blieb für einige Jahre unbewohnt.
1657 entstand wieder ein Hof mit einer Gastwirtschaft, die sich großer Beliebtheit erfreute. 1741 errichtete das Kloster anstelle der ehemaligen Kapelle eine Kirche. Mit der Säkularisation zu Beginn des 19. Jahrhunderts gelangte die Siedlung, die zu dieser Zeit auch als „Scheppacher Hof“ bzw. „Schepbacher Höfle“ bekannt war, in private Hände. Später erwarb Fürst Fugger den Besitz und ließ 1864 die Gebäude beseitigen und das Gelände aufforsten. Auch die Kirche wurde größtenteils abgebrochen. Erhalten blieb lediglich die Marienkapelle.